# Großsteingräber bei Klein Berßen
Die Großsteingräber bei Klein Berßen waren drei zwischen 3500 und 2800 v. Chr. entstandene megalithische Grabanlagen der Jungsteinzeitlichen Trichterbecherkultur (TBK) nahe der Gemeinde Klein Berßen im Landkreis Emsland (Niedersachsen), von denen heute nur noch zwei existieren. Grab 1 trägt die Sprockhoff-Nummer 853 und ist auch unter dem Namen Wahrsteene bekannt. Grab 2 trägt die Nummer 854 und ist auch als Berßener Stein bekannt.

## Lage
Die Gräber liegen an zwei weit voneinander entfernten Stellen außerhalb von Klein Berßen. Grab 1 befindet sich etwa 3 km nördlich des Ortes am Rand eines Ackers. Grab 3 liegt etwa 3 km südsüdwestlich von Klein Berßen in der Nähe des Moores Wittenfehn. Das zerstörte Grab lag östlich hiervon, auf der anderen Seite der Haselünner Straße. In der näheren Umgebung gibt es zahlreiche weitere Großsteingräber: So befinden sich gut 2 km südwestlich von Grab 1 die Großsteingräber bei Groß Stavern, 2,2 km nordöstlich die Großsteingräber bei den Düvelskuhlen und 2,7 km östlich die Großsteingräber bei Groß Berßen. Außerdem gibt es 420 m südöstlich von Grab 1 ein großes Hügelgräberfeld mit dem Namen Mansenberge.

## Beschreibung

### Die erhaltenen Gräber

#### Grab 1
Das Grab besitzt eine kaum noch sichtbare, ost-westlich orientierte Hügelschüttung mit einer Länge von 23 m und einer Breite von 11 m. Hierin befindet sich die Grabkammer, bei der es sich um ein Ganggrab handelt. Sie hat eine Länge von 12 m und eine Breite von 1,6 m. Der an der Mitte der südlichen Langseite befindliche Gang hat eine Länge von 3,5 m und eine Breite von 0,7 m. In seinem ursprünglichen Zustand besaß das Grab sieben Wandsteine an der nördlichen und acht an der südlichen Langseite, je einen Abschlussstein an den Schmalseiten und sieben Decksteine. Der lange Gang bestand aus drei Wandsteinpaaren und drei Decksteinen. Östlich des Eingangs lag eine Nische. Besonders in ihrem westlichen Teil weist die Kammer größere Zerstörungen auf. Hier sind noch der Abschlussstein und zwei Wandsteine der Südseite in situ erhalten, das Bruchstück eines Decksteins liegt im Inneren der Kammer. In der östlichen Hälfte stehen noch vier Wandsteine der Nordseite, der östliche Abschlussstein und vier Träger der Südseite in situ, ein weiterer ist nach außen umgeknickt. Vier weitere Decksteine sind hier erhalten, aber auch diese sind alle in die Kammer gestürzt. Vom Gang ist lediglich das äußere Drittel erhalten. Der östliche Wandstein steht noch in situ, der westliche sowie der Deckstein sind umgefallen.

#### Grab 2

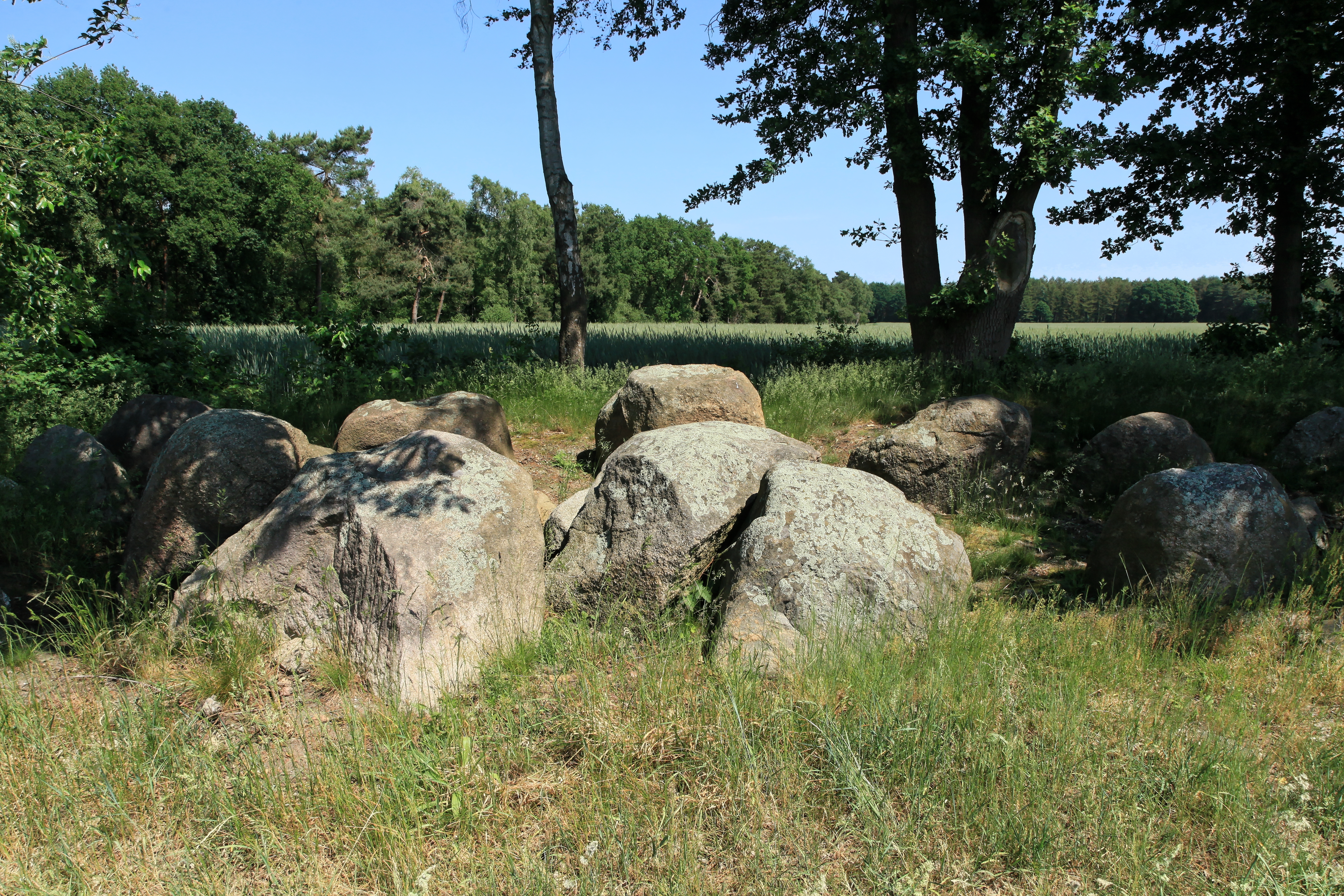
Großsteingrab Klein Berßen 2

Das Grab besitzt keine sichtbare Hügelschüttung, hatte aber wohl ursprünglich eine ovale, steinerne Umfassung, von der Heinrich Bödiker im frühen 19. Jahrhundert noch Reste ausmachen konnte. Die Grabkammer ist ungefähr ost-westlich orientiert und verjüngt sich nach Osten. Ihre Länge beträgt 10 m, die Breite liegt im Westen bei 2,4 m und im Osten bei 1,8 m. Die Kammer besaß in ihrem ursprünglichen Zustand sechs Wandsteinpaare an den Langseiten, je einen Abschlussstein an den Schmalseiten und sechs Decksteine. Fast alle Wandsteine stehen noch in situ, lediglich der westliche Abschlussstein wurde entfernt. Ein kleines abgesprengtes Stück liegt aber noch naher seiner ursprünglichen Position. Der östliche Abschlussstein ist zwar geborsten, wurde aber nicht entfernt. Sämtliche Decksteine wurden gesprengt. Mehrere große Stücke liegen noch im Inneren der Kammer. Zwei weitere kleine Steine liegen an der südlichen Langseite vor dem zweiten und dritten Wandstein von Osten aus gesehen. Müller und Reimers wollten darin Wandsteine eines Ganges erkennen, Sprockhoff hingegen hielt sie für weitere Bruchstücke gesprengter Decksteine, schloss indes aber nicht aus, dass es vielleicht an der Mitte der Südseite ursprünglich einen Gang gegeben haben könnte. Es ist somit nicht eindeutig geklärt, ob es sich bei dem Grab um ein Ganggrab oder einen Großdolmen handelt. Heinrich Bödiker führte am Grab zu Beginn des 19. Jahrhunderts Ausgrabungen durch und fand dabei unter anderem ein Steinbeil und einen Trichterbecher.

### Das zerstörte Grab 3
Das Grab war um 1825 noch relativ gut erhalten und wurde im weiteren Verlauf des 19. Jahrhunderts restlos zerstört. Es besaß eine ost-westlich orientierte ovale Hügelschüttung mit einer steinernen Umfassung. Der Hügel hatte eine Länge von 6,7 m und eine Breite von 4,7 m. Die Grabkammer besaß sechs Decksteine.